# Фудбалски савез Белорусије
Фудбалски савез Белорусије (рус. Беларуская Фэдэрацыя Футбола) највиша фудбалска организација у Белорусији, која се стара о организовању и развоју фудбалског спорта на територији Белорусије.
Савез је основан 22. децембра 1989. године. У чланство ФИФА примљен је 1992, а 1993. примљен је и у УЕФА.
Прво национално првенство одиграно је 1992. Први првак клуб је Динамо из Минска, са освојених 7 титула. Најуспешнији клуб до данас је БАТЕ из Барисава, са освојених 15 титула. Куп Белорусије у фудбалу се такође игра од 1992. године.

## Председници
| Председник   | Време       |
| ------------ | ----------- |
| Сергеј Румас | 2011 — 2019 |